# Damernas 10 kilometer i längdskidåkning vid olympiska vinterspelen 2018
Damernas 10 kilometer i längdskidåkning vid olympiska vinterspelen 2018 hölls på Alpensia längdåkningsarena i Pyeongchang, Sydkorea, den 15 februari 2018. Tävlingen var i fristil med individuell start. Charlotte Kalla tog olympisk medalj för tredje gången på distansen.

## Medaljörer
| Disciplin     | Guld                | Silver                | Brons                   |
| 10 km fristil | Ragnhild Haga (NOR) | Charlotte Kalla (SWE) | Marit Bjørgen (NOR)     |
| 10 km fristil | Ragnhild Haga (NOR) | Charlotte Kalla (SWE) | Krista Pärmäkoski (FIN) |

## Resultat
| Pl. | Nr | Namn                     | Nation                            | Sluttid | Differens |
| --- | -- | ------------------------ | --------------------------------- | ------- | --------- |
| 1   | 50 | Ragnhild Haga            | Norge                             | 25.00,5 | —         |
| 2   | 52 | Charlotte Kalla          | Sverige                           | 25.20,8 | +20,3     |
| 3   | 32 | Marit Bjørgen            | Norge                             | 25.32,4 | +31,9     |
| 3   | 48 | Krista Pärmäkoski        | Finland                           | 25.32,4 | +31,9     |
| 5   | 56 | Jessie Diggins           | USA                               | 25.35,7 | +35,2     |
| 6   | 46 | Nathalie von Siebenthal  | Schweiz                           | 25.50,3 | +49,8     |
| 7   | 58 | Ingvild Flugstad Østberg | Norge                             | 26.06,0 | +1.05,5   |
| 8   | 42 | Anastasija Sedova        | Olympiska idrottare från Ryssland | 26.07,8 | +1.07,3   |
| 9   | 54 | Teresa Stadlober         | Österrike                         | 26.16,1 | +1.15,6   |
| 10  | 29 | Anna Netjajevskaja       | Olympiska idrottare från Ryssland | 26.24,8 | +1.24,3   |
| 11  | 60 | Heidi Weng               | Norge                             | 26.25,1 | +1.24,6   |
| 12  | 37 | Alenka Čebašek           | Slovenien                         | 26.30,1 | +1.29,6   |
| 13  | 30 | Ebba Andersson           | Sverige                           | 26.32,9 | +1.32,4   |
| 14  | 28 | Coraline Thomas Hugue    | Frankrike                         | 26.37,9 | +1.37,4   |
| 15  | 44 | Sadie Bjornsen           | USA                               | 26.42,6 | +1.42,1   |
| 16  | 23 | Kikkan Randall           | USA                               | 26.50,4 | +1.49,9   |
| 17  | 19 | Alisa Zjambalova         | Olympiska idrottare från Ryssland | 26.57,8 | +1.57,3   |
| 18  | 21 | Masako Ishida            | Japan                             | 27.03,5 | +2.03,0   |
| 19  | 18 | Victoria Carl            | Tyskland                          | 27.04,6 | +2.04,1   |
| 20  | 27 | Riitta-Liisa Roponen     | Finland                           | 27.04,8 | +2.04,3   |
| 21  | 16 | Hanna Falk               | Sverige                           | 27.08,5 | +2.08,0   |
| 22  | 22 | Aurore Jéan              | Frankrike                         | 27.12,6 | +2.12,1   |
| 23  | 40 | Laura Mononen            | Finland                           | 27.15,6 | +2.15,1   |
| 24  | 35 | Sylwia Jaśkowiec         | Polen                             | 27.21,5 | +2.21,0   |
| 25  | 34 | Stefanie Böhler          | Tyskland                          | 27.21,8 | +2.21,3   |
| 26  | 24 | Sandra Ringwald          | Tyskland                          | 27.24,7 | +2.24,2   |
| 27  | 15 | Anamarija Lampič         | Slovenien                         | 27.26,4 | +2.25,9   |
| 28  | 38 | Petra Nováková           | Tjeckien                          | 27.33,8 | +2.33,3   |
| 29  | 26 | Elisa Brocard            | Italien                           | 27.34,8 | +2.34,3   |
| 30  | 17 | Liz Stephen              | USA                               | 27.35,9 | +2.35,4   |
| 34  | 36 | Ida Ingemarsdotter       | Sverige                           | 27.42,6 | +2.42,1   |
| 36  | 49 | Li Xin                   | Kina                              | 27.44,5 | +2.44,0   |